# Edward Löfgren
Nils Edward Löfgren, född 18 mars 1872 i Laholm, död 22 december 1949 i Halmstad, var en svensk företagsledare. Han var far till Nils Löfgren. 
Löfgren, som var son till Pehr Löfgren och Petronella Torbjörnsson, etablerade firman Löfgren & Jönsson Partiaffär i kolonialvaror i Halmstad 1895 och ombildade 1906 denna firma till ett aktiebolag, i vilket han blev verkställande direktör. Han var ledamot av stadsfullmäktige i Halmstads stad 1914–1919, ledamot av styrelsen för Sveriges riksbanks avdelningskontor i Halmstad, ordförande till 1943, fullmäktig i Skånes handelskammare samt  ledamot av ett flertal nämnder och styrelser.